# Cecidostiba atra
Cecidostiba atra är en stekelart som beskrevs av Askew 1975. Cecidostiba atra ingår i släktet Cecidostiba och familjen puppglanssteklar.
Artens utbredningsområde är:
- Frankrike.
- Spanien.

Inga underarter finns listade.